# Catástrofe de las represas de Bento Rodrigues
La catástrofe de las represas de Bento Rodrigues se produjo al romperse los muros de contención de las presas Fundão y Santarém, ambas ubicadas en el subdistrito de Bento Rodrigues, a 35 kilómetros del centro de Mariana, en el estado de Minas Gerais, Brasil. Ambas represas eran controladas por la compañía Samarco Mineração S.A. (emprendimiento conjunto entre Vale S.A. y BHP Billiton). La catástrofe se produjo en la tarde del 5 de noviembre de 2015.
Las represas fueron construidas para depositar los desechos provenientes de la extracción del mineral de hierro retirado de numerosas minas de la región. Es considerado el mayor desastre ambiental de la historia de Minas Gerais.
Los desechos llegaron al río Doce, cuya cuenca hidrográfica abarca alrededor de 230 municipios de los estados de Minas Gerais y Espírito Santo que utilizan sus aguas para abastecer a la población. Ambientalistas creen que los desechos recién comenzarán a ser eliminados del mar en aproximadamente 100 años.

## Panorama del desastre

El antes y el después del rompimiento de la presa.

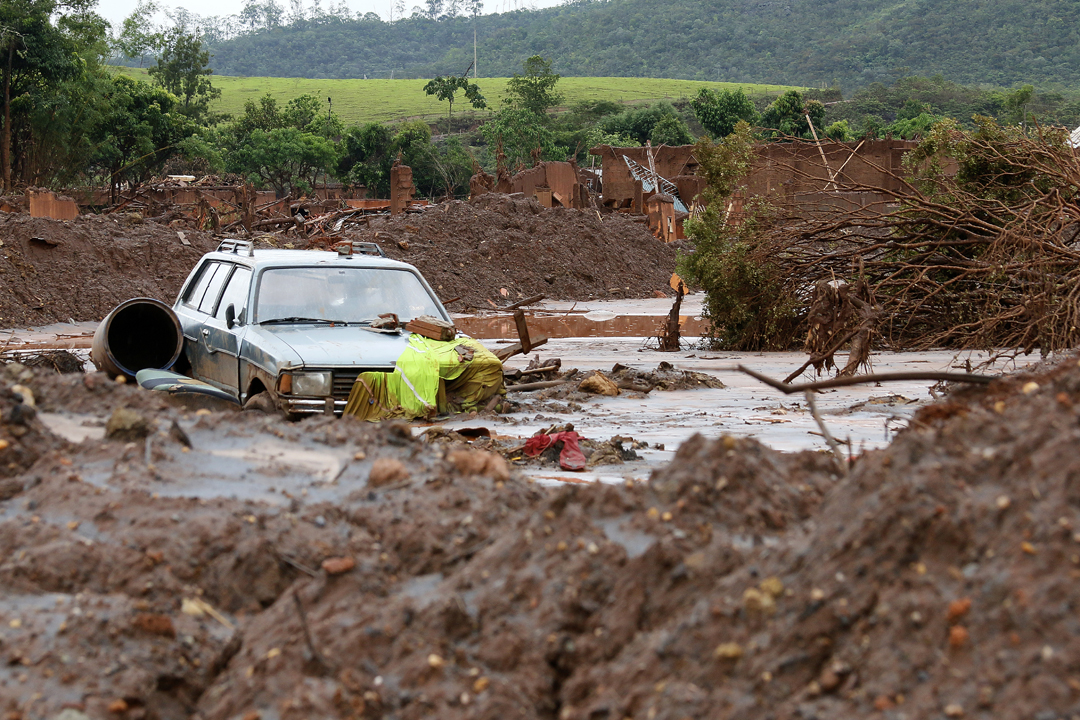
Automóvil destruido en Bento Rodrigues.

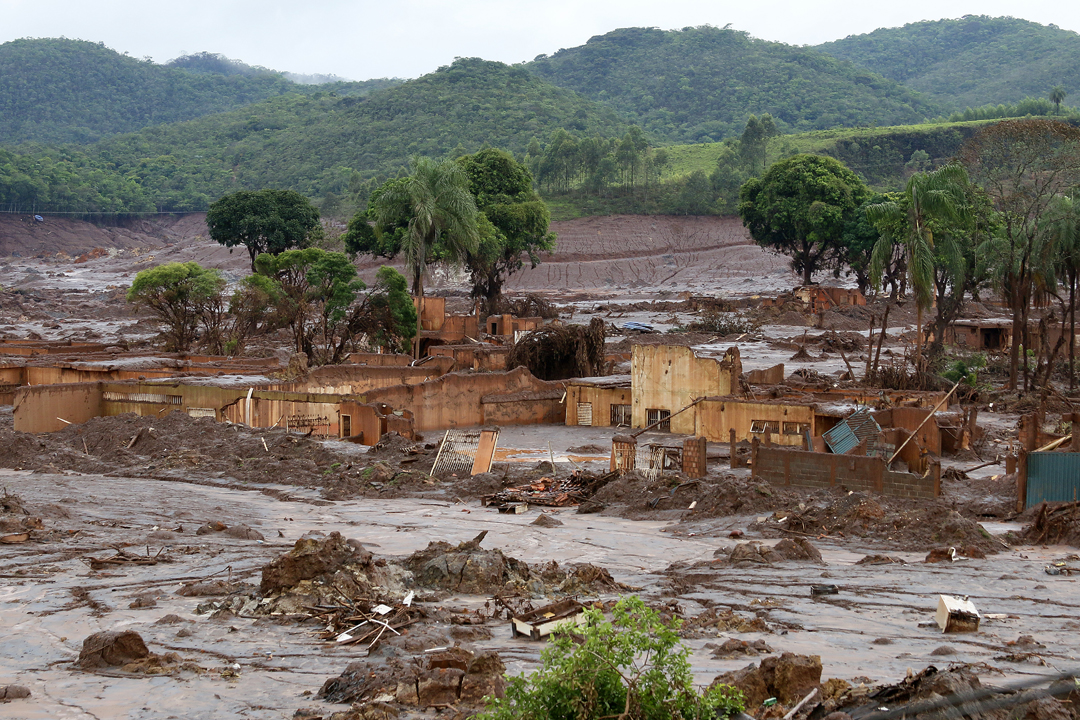
El rompimiento de la presa causó que una gran inundación y fueron contaminados varios cursos de agua.

Controlada por la compañía Samarco Mineração S.A. (emprendimiento en conjunto entre las empresas Vale S.A. y BHP Billiton), las presas de Fundão y Santarém formaban parte de la Mina Germano, situada en el distrito de Santa Rita Durão, parte del municipio de Mariana. La presa fue construida para acoger a los residuos provenientes de la extracción del mineral de hierro que es retirado de diversas minas de la región.
La presa se encontraba en un proceso de elevación, ya que estaba en su punto límite, no soportando más el depósito de desechos minerales. El 5 de noviembre de 2015 a las 15h 30min (hora local) el muro de contención presentó una fuga. En ese momento, un equipo de operarios tercerizados fue enviado al lugar e intentó amenizar la fuga vaciando parte del agua de la presa. Alrededor de las 16h 20min se produjo el rompimiento, que lanzó un gran volumen de lodos tóxicos sobre el valle del arroyo Santarém.
El subdistrito de Bento Rodrigues, localizado a unos 2,5 kilómetros valle abajo de la presa, fue casi en su totalidad inundado por los barros luego del rompimiento de la presa. Otros pueblos situados en el valle del río Gualaxo, también en la región de Mariana, fueron afectados en menor grado.
Debido a la localización de los accesos precarios, contando con apenas caminos vecinales no pavimentados que hacían de conexión con los demás distritos del municipio, Bento Rodrigues quedó completamente inaccesible por vías terrestres, siendo posible llegar solamente por helicóptero, lo que dificultó en gran medida las tareas de rescate por parte de los bomberos. En el lugar alcanzado por la inundación, existía una escuela donde los profesores lograron evacuar a tiempo a los alumnos.
Un agravante a la situación fue que ni el emprendimiento ni las comunidades vecinas contaban con un plan de contingencia, ni tampoco con rutas de evacuación que permitieran a sus habitantes evacuarse a tiempo y permanecer en zonas seguras.

### Contaminación del río Doce
Alrededor de las 18h 30min del día 5 de noviembre, los residuos de los minerales de hierro llegaron al río Doce. La cuenca hidrográfica del río tiene una superficie de drenaje de aproximadamente 86.715 km², encontrándose el 86% en el estado de Minas Gerais y el restante en Espírito Santo. En total, el río abarca 230 municipios que utilizan sus aguas para subsistir.
Ambientalistas consideran que es imposible recuperar el río. Según el biólogo y ecologista André Ruschi, que trabaja en la Estación Biológica Marina Augusto Ruschi en Aracruz (Espírito Santo), los residuos permanecerán en el río al menos por 100 años.
Los residuos vertidos al río afectaron también la Usina Hidreléctrica Risoleta Neves, que se encuentra en Santa Cruz do Escalvado, a unos 100 kilómetros de Mariana. Según la concesionaria que administra la presa, su funcionamiento no se vio perjudicado.
El día 9 de noviembre, la alcaldía de Governador Valadares interrumpió el suministro de agua en la ciudad debido a la presencia de metales pesados en las aguas del río Doce. Al siguiente día, fue decretado el estado de calamidad pública, en función al desabastecimiento de agua en la ciudad. El día 13 de noviembre, el Ejército Brasileño montó un punto de distribución gratuita de agua en la plaza dos Esportes, en el centro de la ciudad.
Según los análisis realizados en Governador Valadares, se encontró en las aguas con lodo cantidades mayores a las aceptables de metales pesados, sustancias nocivas para la salud, tales como arsénico, plomo y mercurio.

## Investigación del desastre

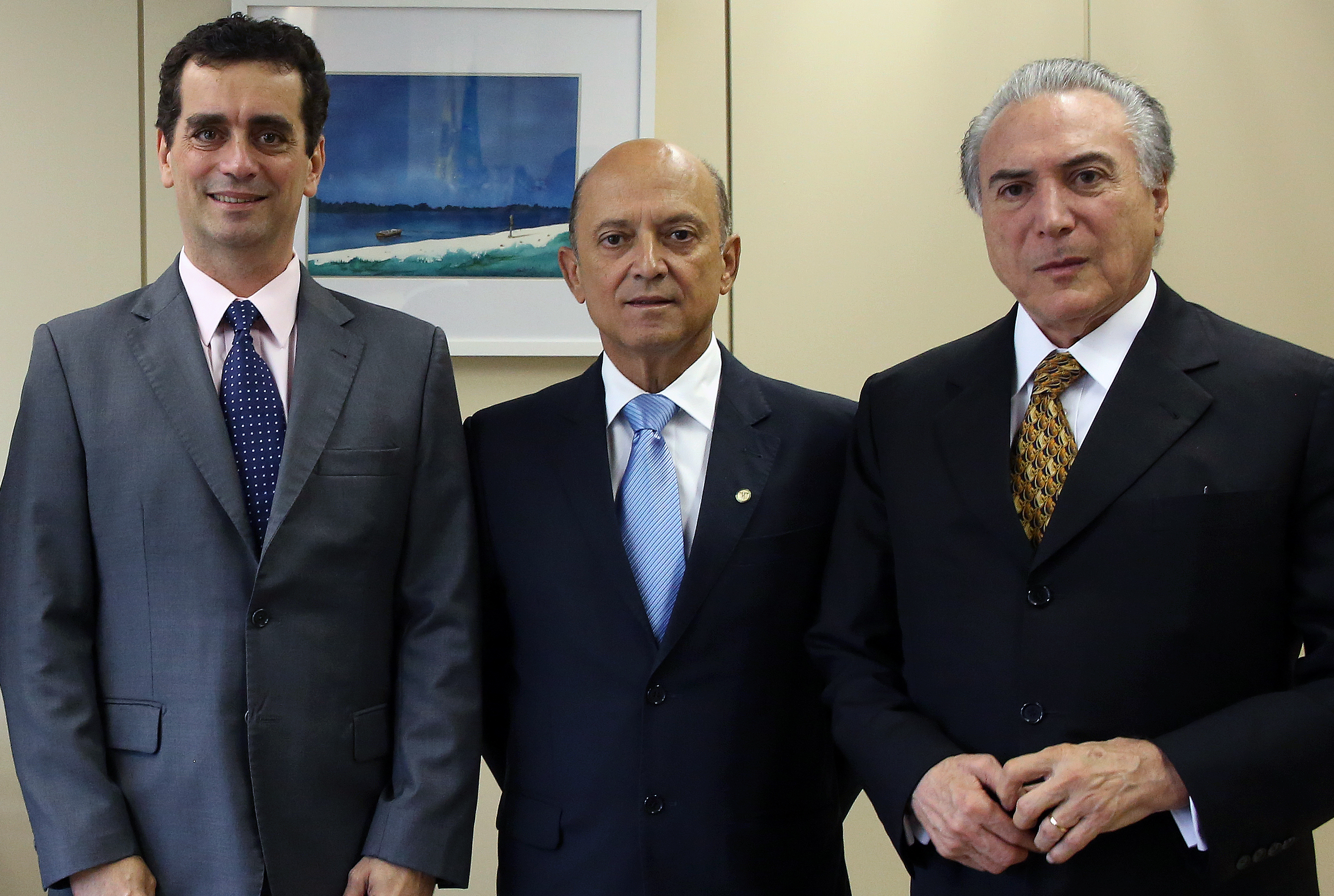
Lelo Coimbra (centro) es uno de los diputados que integran la comisión investigadora. Sin embargo, su propia campaña política fue financiada por la empresa Vale/Samarco, responsable de la catástrofe. En la foto, Lelo es acompañado del presidente de Samarco (izq.) y el vicepresidente de Brasil (der.), Michel Temer, en 2014.

En el ámbito legislativo brasileño, fueron creadas tres comisiones parlamentarias para investigar el rompimiento de las presas. Sin embargo, algunos políticos integrantes de estas comisiones recibieron donaciones en sus campañas electorales por parte de las empresas del grupo Vale, minera que, conjuntamente con BHP Billiton, controla a la empresa Samarco, la cual era directamente responsable por el funcionamiento de las represas de Bento Rodrigues.
Las donaciones recibidas por los miembros titulares de estas comisiones suman R$ 2,6 millones. En 2015, la empresa Samarco pagó al municipio de Mariana cerca de R$ 37,4 millones relativos al tributo de la CFEM (Compensación Financiera por la Exploración de Recursos Minerales), cuya alícuota es del 2% sobre el valor líquido de venta del mineral. De ese valor, el municipio recibe el 65% de los fondos y la parte restante es dividida entre los gobiernos de Minas Gerais (23%) y la Nación (12%). Samarco tuvo una ganancia de R$ 13,3 billones entre los años 2010 y 2014. Sólo en 2014, las ganancias ascendían a R$ 2,8 billones, según el sitio web de la empresa.
Comisión creada en el Congreso de Brasil
- Brunny (PTC-MG)
- Eros Biondini (PTB-MG)
- Fábio Ramalho (PV-MG)
- Gabriel Guimarães (PT-MG)
- Givaldo Vieira (PT-ES)
- Laudívio Carvalho (PMDB-MG)
- Lelo Coimbra (PMDB-ES)
- Leonardo Monteiro (PT-MG)
- Mário Heringer (PDT-MG)
- Paulo Abi-Ackel (PSDB-MG)
- Paulo Foletto (PSB-ES)
- Rodrigo de Castro (PSDB-MG)
- Subtenente Gonzaga (PDT-MG)

Asamblea Legislativa de Minas Gerais
- Agostinho Patrus Filho (PV)
- Gil Pereira (PP)
- Gustavo Corrêa (DEM)
- Gustavo Valadares (PSDB)
- Thiago Cota (PPS)

Asamblea Legislativa de Espírito Santo
- Bruno Lamas (PSB)
- Gildevan Fernandes (PV)
- Guerino Zanon (PMDB)
- Janete de Sá (PMN)
- José Carlos Nunes (PT)
- Luzia Toledo (PMDB)
- Rodrigo Coelho (PT)

## Multas
En relación con las multas, la legislación brasileña fija un techo de R$ 50 millones y una eventual alteración de esa suma depende directamente de la aprobación por parte del Congreso Nacional. El Instituto Brasileño de Medio Ambiente y de los Recursos Naturales Renovables (IBAMA) aplicó 5 multas de ese valor máximo, totalizando 250 millones de reales. La presidenta de IBAMA, Marilene Ramos, dijo que «el valor de R$ 50 millones está establecido hace muchos años, sin reajuste. Es lo malo de establecer un valor en una ley, cuando esos valores se van perdiendo a lo largo del tiempo».
En un acuerdo con el Ministerio Público Federal, la empresa Samarco se comprometió a realizar un pago de una caución de R$ 1 billón, en un documento firmado en Belo Horizonte en la sede del Núcleo de Resolución de Conflictos Ambientales del Ministerio Público (Nucam).

## Reacciones

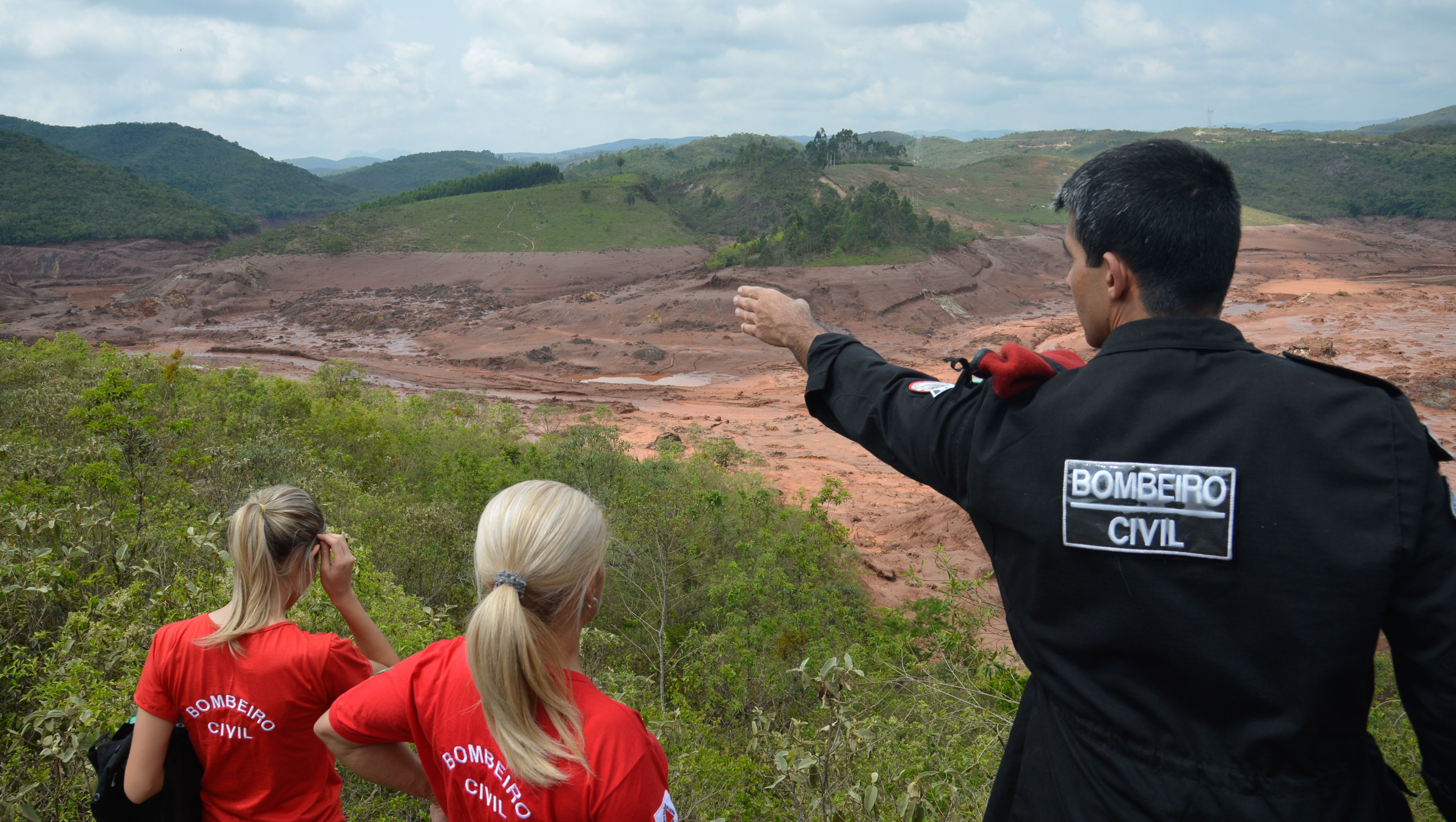
Bomberos trabajando en el área de la catástrofe.

- Samarco: Kleber Luiz de Mendonça Terra, director de operaciones e infraestructura de Samarco, se pronunció en nombre de la empresa diciendo que "la empresa está comprometida y expresamos nuestra solidaridad y tristeza con todo lo ocurrido. No considero esto una disculpa, me parece que hay que investigar claramente lo ocurrido.".[23]

### Nacionales
- Municipio de Mariana: La municipalidad inició inmediatamente una campaña de recaudación de donaciones para los afectados, haciendo hincapié en cepillos de dientes, toallas de baño, vasos, utensilios, platos descartables y principalmente agua potable. También fue abierta una cuenta bancaria para recibir donaciones en dinero.[24] Fueron cancelados todos los eventos municipales desde el día del accidente hasta el 16 de noviembre. La nota de la municipalidad afirmaba que "en este momento, la Municipalidad de Mariana está enfocada en los trabajos de rescate y ayuda a los afectados".[25]

- Gobierno Federal: Por medio del Jefe de Ministros de la Casa Civil, Jaques Wagner, se colocaron a las fuerzas armadas a disposición del estado de Minas Gerais. El ministro se contactó con el gobernador de Minas, Fernando Pimentel, para colocar a disposición a las fuerzas federales. Jaques Wagner comunicó a la presidenta Dilma Rousseff sobre el accidente antes de su embarque cuando se encontraba regresando de un viaje desde Alagoas hacia Brasilia.[26][27]

- Iglesia católica: La arquidiócesis de Mariana se manifestó: "Manifestamos nuestra más sentida solidaridad con las familias que tuvieron sus casas y bienes destruidos y que lloran la muerte de sus seres queridos, víctimas de esta catástrofe de proporciones incalculables. Es momento de unir esfuerzos para minimizar el sufrimiento de todos los que fueron afectados por esta tragedia. Exhortamos a nuestras comunidades a mostrar su solidaridad con las víctimas. [...]. Rogamos a Dios fortalecer y consolar, con su amor generoso, a todos los que fueron afectados por este accidente".[28] Además de la arquidiócesis de Mariana, las diócesis de Itabira y Três Lagoas expresaron su solidaridad con las víctimas de la tragedia.[29]

- Cruzeiro Esporte Clube: En el partido de fútbol entre Cruzeiro y São Paulo del 8 de noviembre, en el estadio Mineirão, se recolectaron donaciones de porotos, aceites, fideos y agua mineral.[30]

- Municipio de Baixo Guandu: El alcalde, Neto Barros, se refirió a lo sucedido como "un crimen ambiental sin precedentes" y ordenó el bloqueo de las vías férreas del Ferrocarril Vitória a Minas como forma de protesta.[31]

### Internacional
- Francia: El país mostró sus condolencias. "Nos enteramos con mucha conmoción del rompimiento de las represas mineras en el estado de Minas Gerais", declaró el porta-voz del ministerio de Relaciones Exteriores, Romain Nadal.[32]